# Département de Cerrillos
Pour les articles homonymes, voir Cerrillos.
Le département de Cerrillos est une des 23 subdivisions de la province de Salta, en Argentine. Son chef-lieu est la ville de Cerrillos.
Le département a une superficie de 640 km2. Sa population s'élevait à 26 320 habitants en 2001.

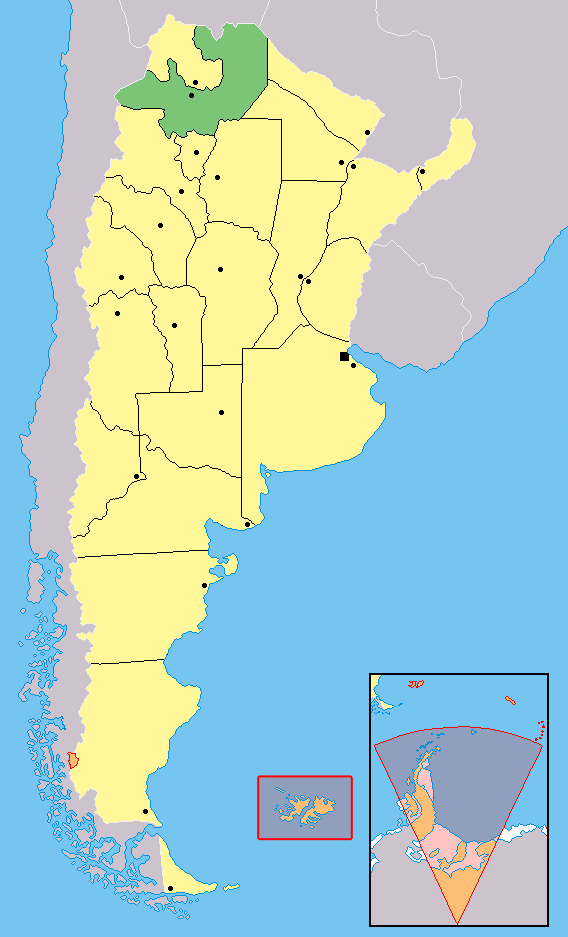
Localisation de la province de Salta en Argentine